# Uvaria solanifolia
Uvaria solanifolia este o specie de plante angiosperme din genul Uvaria, familia Annonaceae, descrisă de Karel Presl. Conform Catalogue of Life specia Uvaria solanifolia nu are subspecii cunoscute.